# Verdes
Verdes est une commune historique du nord du Loir-et-Cher (région Centre-Val de Loire), reléguée au statut de commune déléguée depuis 2016 et la fusion administrative avec 6 de ses communes voisines afin de créer la commune nouvelle de Beauce la Romaine, dont le chef-lieu se trouve à Ouzouer-le-Marché.

## Géographie

### Lieux-dits et écarts
- Le Mesnil, Villervault, Mézières, Lierville.

### Hydrographie
- Rivière l'Aigre.

## Toponymie
Le nom de la ville, en l'absence de toute origine attestée, pourrait être dérivé de la couleur verte en latin (viridis) / italien (verde) évoquant la vallée de l'Aigre.

## Histoire

### Antiquité

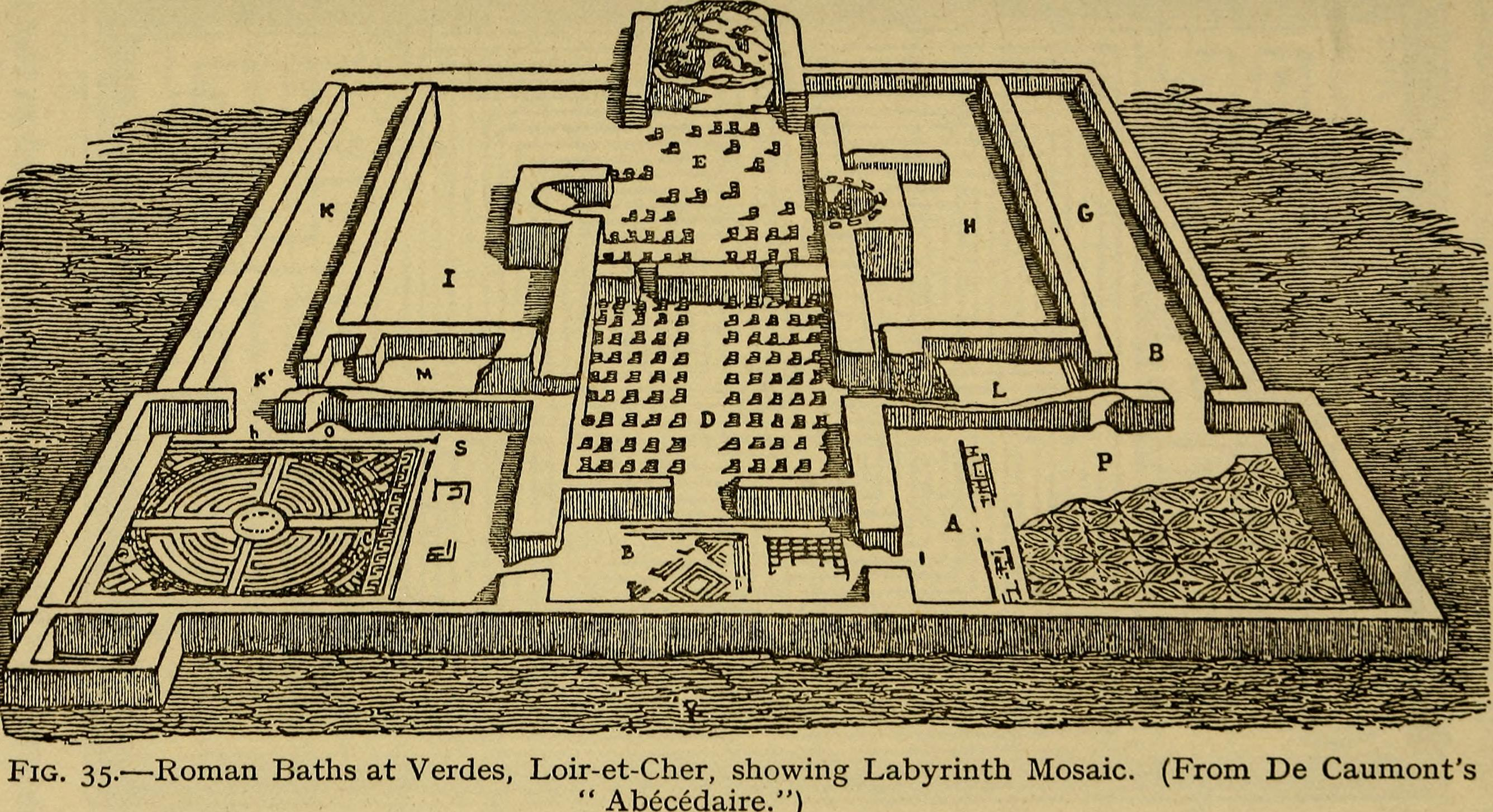
Les thermes à Verdes (dessin Arcisse de Caumont, Abécédaire d’archéologie de Rouen).

Verdes dite la Romaine fut il y a deux mille ans la principale cité de la région. Les photos aériennes visibles à la mairie (Photos Claude Leymarios et Daniel Jalmain) nous prouvent l'existence d’une cité préhistorique, gauloise, romaine (jusqu'aux invasions barbares) et mérovingienne.
La cité romaine (agglomération secondaire antique) a été redécouverte par hasard en 1856, par un paysan qui défrichait son exploitation. L'ensemble, basilique, forum, palestre (photos Daniel Jalmain 1976) est un site protégé par le Service Régional d’Archéologie (SRA) avec la chaussée-digue romaine, à l’extrémité Ouest du lac en limite du grand chemin. Les Romains érigèrent cette chaussée-digue en grand appareil et aménagèrent un étroit passage vouté pour l’écoulement de l’Aigre, avec en aval, des coulisses (vannes) pour élever le niveau de l'eau et former une vaste retenue.
L’étang, en partie creusé artificiellement dans le marécage de part et d’autre du lit de la rivière, s’étendait jusqu'à la ferme actuelle de Monchaux, sur une longueur de 1,6 km ; sa largeur pouvait atteindre 150 m, sur une profondeur de 3 à 4 m. Sa superficie avoisinait les 23 ha. Cette protection infranchissable explique en partie le développement de la cité gallo-romaine. Il a été asséché en 1851 pour éviter « les fièvres » genre de paludisme autochtone, que l'on pensait dû au « mauvais air » des eaux stagnantes des marais, alors que la cause en était la pullulation des moustiques. Une légende rapportée par l'abbé Bordas, historien du Dunois, rappelle que vers 596, l'eau de l’étang se serait échauffée et que le flot bouillait tellement qu’il a rejeté sur son rivage des poissons cuits.
Les thermes furent découverts en 1857 et publiés par M. du Faur De Pibrac, délégué de la société historique et archéologique de l'Orléanais. Il a écrit un mémoire essentiel sur le sujet en décrivant une vaste mosaïque de 90 m2 appartenant à cet établissement de bains et datée du IIe siècle (fin de la période Antonine selon Me Blanchard-Lemée qui a étudié aussi la mosaïque de Marboué). Sa conservation étant mal assurée, en 1905, M. Florence, historien du Loir-et-Cher, fit transporter au musée de Blois un important morceau de 11 m2. Constitué de tesselles noires et blanches, il représente un labyrinthe, seule représentation connue dans la région pour cette époque.
En suivant la route de Tripleville, sur le site de « la Méraudière », Henri Lée, un fouilleur amateur local, aurait fouillé et identifié, en 1926, une « tremperie de lupins » (trempage de graines de lupin).

### Ancien régime
La très grande quantité de silex taillés, de monnaies, d'armes, d'objets en bronze, trouvés au hasard dans les champs, dispersés dans les musées des villes voisines, les croquis de M. De Pibrac exécutés au moment de la découverte des thermes, nous prouvent l'importance de cette ville que fut Verdes ; installée au bord de l'Aigre et au croisement de deux grandes voies, Chartres-Blois et Le Mans - Châteaudun – Meung-sur-Loire et Beaugency.
Le grand nombre d’auberges-relais en est la preuve, ainsi que la chaussée-digue romaine (construite à l’emplacement d’un gué sur l'Aigre) qui permettait la traversée du dangereux marais et qui a créé le plus important étang du Dunois, malheureusement asséché depuis plus d’un siècle et demi.
Le château de Lierville, château de l'amiral De Coligny, nous rappelle les guerres de Religion.

### Depuis 2016
En 2016, Verdes fusionne avec six de ses communes voisines, à savoir Ouzouer-le-Marché, La Colombe, Membrolles, Prénouvellon, Semerville et Tripleville, pour ainsi former la commune nouvelle de Beauce la Romaine.

## Politique et administration

### Liste des maires
| Période                                  | Période       | Identité                | Étiquette | Qualité |
| ---------------------------------------- | ------------- | ----------------------- | --------- | ------- |
| Les données manquantes sont à compléter. |               |                         |           |         |
| 2008                                     | 2014          | Marie-Françoise Crespin |           |         |
| 2014                                     | décembre 2015 | Jean-Paul Blondeau      |           |         |

Depuis 2016 et la création de Beauce la Romaine, le maire élu à Verdes est maire délégué au maire de la commune nouvelle.
| Période                                  | Période  | Identité           | Étiquette | Qualité                                         |
| ---------------------------------------- | -------- | ------------------ | --------- | ----------------------------------------------- |
| Les données manquantes sont à compléter. |          |                    |           |                                                 |
| janvier 2016                             | mai 2020 | Jean-Paul Blondeau |           | Reconduit à la création de la commune nouvelle. |
| mai 2020                                 | en cours | Évelyne Tétaut     |           |                                                 |

## Population et société

### Démographie
L'évolution du nombre d'habitants est connue à travers les recensements de la population effectués dans la commune depuis 1793. À partir du 1er janvier 2009, les populations légales des communes sont publiées annuellement dans le cadre d'un recensement qui repose désormais sur une collecte d'information annuelle, concernant successivement tous les territoires communaux au cours d'une période de cinq ans. 
Pour les communes de moins de 10 000 habitants, une enquête de recensement portant sur toute la population est réalisée tous les cinq ans, les populations légales des années intermédiaires étant quant à elles estimées par interpolation ou extrapolation. Pour la commune, le premier recensement exhaustif entrant dans le cadre du nouveau dispositif a été réalisé en 2006,.
En 2013, la commune comptait 490 habitants, en évolution de −2,58 % par rapport à 2008 (Loir-et-Cher : +1,74 %, France hors Mayotte : +2,49 %).
| 1793 | 1800 | 1806 | 1821 | 1831 | 1836 | 1841 | 1846 | 1851 |
| ---- | ---- | ---- | ---- | ---- | ---- | ---- | ---- | ---- |
| 550  | 477  | 499  | 607  | 693  | 736  | 764  | 835  | 931  |

| 1856 | 1861  | 1866  | 1872  | 1876 | 1881 | 1886 | 1891 | 1896 |
| ---- | ----- | ----- | ----- | ---- | ---- | ---- | ---- | ---- |
| 974  | 1 001 | 1 007 | 1 017 | 978  | 935  | 945  | 917  | 897  |

| 1901 | 1906 | 1911 | 1921 | 1926 | 1931 | 1936 | 1946 | 1954 |
| ---- | ---- | ---- | ---- | ---- | ---- | ---- | ---- | ---- |
| 873  | 880  | 800  | 664  | 698  | 698  | 680  | 724  | 704  |

| 1962 | 1968 | 1975 | 1982 | 1990 | 1999 | 2006 | 2011 | 2013 |
| ---- | ---- | ---- | ---- | ---- | ---- | ---- | ---- | ---- |
| 632  | 529  | 488  | 384  | 434  | 388  | 479  | 491  | 490  |

### Pyramide des âges
La population de la commune est relativement âgée. Le taux de personnes d'un âge supérieur à 60 ans (25,3 %) est en effet supérieur au taux national (21,6 %) tout en étant toutefois inférieur au taux départemental (26,3 %).
À l'instar des répartitions nationale et départementale, la population féminine de la commune est supérieure à la population masculine. Le taux (51,1 %) est du même ordre de grandeur que le taux national (51,6 %).
La répartition de la population de la commune par tranches d'âge est, en 2007, la suivante :
- 48,9 % d’hommes (0 à 14 ans = 20,1 %, 15 à 29 ans = 15 %, 30 à 44 ans = 20,5 %, 45 à 59 ans = 21,8 %, plus de 60 ans = 22,7 %) ;
- 51,1 % de femmes (0 à 14 ans = 20,8 %, 15 à 29 ans = 12,7 %, 30 à 44 ans = 22,9 %, 45 à 59 ans = 15,9 %, plus de 60 ans = 27,7 %).

| Hommes | Classe d’âge | Femmes |
| ------ | ------------ | ------ |
| 0,9    | 90 ans ou +  | 1,2    |
| 10,7   | 75 à 89 ans  | 14,3   |
| 11,1   | 60 à 74 ans  | 12,2   |
| 21,8   | 45 à 59 ans  | 15,9   |
| 20,5   | 30 à 44 ans  | 22,9   |
| 15,0   | 15 à 29 ans  | 12,7   |
| 20,1   | 0 à 14 ans   | 20,8   |

| Hommes | Classe d’âge | Femmes |
| ------ | ------------ | ------ |
| 0,6    | 90 ans ou +  | 1,6    |
| 8,3    | 75 à 89 ans  | 11,5   |
| 14,8   | 60 à 74 ans  | 15,7   |
| 21,4   | 45 à 59 ans  | 20,6   |
| 20,3   | 30 à 44 ans  | 19,2   |
| 16,2   | 15 à 29 ans  | 14,7   |
| 18,5   | 0 à 14 ans   | 16,7   |

## Économie
- Exploitations agricoles.

## Culture locale et patrimoine

### Lieux et monuments
- Voie gallo-romaine dite voie de Jules César ou chemin de Chartres  Classée MH ( 1978)[12]
- Château de Lierville Inscrit MH (1993, tour, inscrit MH partiellement)[13]
- Église Saint-Lubin entièrement remaniée au XIXe siècle. Elle était entourée autrefois par son cimetière dont l'utilisation remonte à l'époque mérovingienne. Des sarcophages ont été repérés au cours de différents travaux et deux ont été récupérés[14].
- Fournerie (fours à chaux), située sur la route de Tripleville (propriété privée), entourée de petites carrières. Elle est constituée de deux fours implantés à flanc de carrière, de bâtiments annexes et elle est en assez bon état. Elle a fonctionné par intermittence jusque dans les années 1950. Son fonctionnement était à cuisson continue et courte flamme en employant le calcaire extrait sur place et du coke fournit par l'usine à gaz d'éclairage de la ville de Châteaudun[15].

### Personnalités liées à la commune
- Édouard-Henri Lucereau (1849-1880), géographe et explorateur né à Verdes.

### Héraldique
|  | Les armoiries de Verdes se blasonnent ainsi : D'azur à la colonne antique d'argent accompagnée en pointe de deux épis de blé effeuillés d'or passés en sautoir. |